# Трпимировићи
Трпимировићи су били хрватска средњовековна династија. Њени чланови владали су Хрватском од 845. до 1091. године. 

## Историја
Династија је понела име по свом оснивачу, Трпимиру. Трпимир је био кнез Кнежевине Далмације и Либурније од 845. до 864. године. Најистакнутији припадник породице Трпимировића био је краљ Томислав, који је владао у периоду од око 910. до 928. године. Томислав је понео титулу краља. Крунисан је 925. године. Ратовао је против моћног бугарског цара Симеона. Успешно је сузбио напад његовог војсковође Алогоботура. Познати припадници династије Трпимировић били су и Петар Крешимир и Дмитар Звонимир. Династија Трпимировића дала је четири кнеза, тринаест краљева и једну краљицу. Након смрти краља Стјепана Држислава, у Хрватској избија грађански рат између његових синова: Светослава Суроње, Гојислава и Крешимира. Трпимировићи су се поделили у две гране: Крешимировићи и Светославићи. Гојислав није имао наследника. Последњи краљ династије Трпимировић био је Стефан II.

## Владари

### Кнежеви
- Трпимир (845—864)
- Здеслав (878—879)
- Мунцимир (892—910)
- Томислав I Трпимировић (910—925)

### Краљеви
- Томислав I Трпимировић (925—928)
- Трпимир II (928—935)
- Крешимир I Трпимировић (935—945)
- Мирослав Трпимировић (945—949)
- Михаило Крешимир II (949—969)
- Стјепан Држислав (969—997)
- Светослав Суроња (997—1000)
- Крешимир III Трпимировић (1000— c. 1030)
- Гојислав Трпимировић (1000—c. 1020)
- Стјепан I Хрватски (c. 1030—1058)
- Петар Крешимир IV (1058—1074)
- Дмитар Звонимир (1075—1089)
- Стјепан II (1089—1091)